# Arsène Auguste
Arsène Auguste (3 de fevereiro de 1951 - 30 de março de 1993) foi um futebolista profissional haitiano que atuou como defensor.

## Carreira
Arsène Auguste fez parte do elenco histórico da Seleção Haitiana de Futebol, na Copa do Mundo de 1974, ele teve duas presenças.

## Ligações Externas
- Perfil em Fifa.com (em inglês)